# Delbaeth
Delbaeth, auch Delbáeth oder Dealbhaeth ist eine keltische Gottheit und Sagenfigur aus dem Lebor Gabála Érenn („Das Buch der Landnahmen Irlands“) der keltischen Mythologie Irlands. Der Name wird als „unvollendete Form“ gedeutet. Delbaeth wird im Lebor Laignech („Das Buch von Leinster“) erwähnt.

## Mythologie
Delbaeth ist entweder der Sohn von Neit von den Fomori, Aengus oder Ogma aus dem Volk der Tuatha Dé Danann. Seine Mutter ist Ethniu, ebenfalls eine Fomoir. Er soll seinem Großvater Eochaid Ollathair, also dem Dagda, als Hochkönig von Irland nachgefolgt sein. Delbaeth regiert zehn Jahre lang, dann wird er von seinem Sohn Fiacha ermordet.  Mit seiner Gattin Ernmas hat er außerdem die Töchter Ériu, Banba und Fohla. Auch Elatha und Boann werden als seine Kinder erwähnt.
In einer Version des Lebor Gabála Érenn wird Delbáeth, mit den Beinamen Tuirill Biccreo oder Tuirill Picreo als Vater von Brian, Iuchar und Iucharba genannt. Damit wäre eine Gleichsetzung mit Tuirenn gegeben, der ebenfalls als Vater Boanns genannt wird.
Ein Delbáeth Mac Neit wird in dieser Version auch als Tuirill Biccreo's Urgroßvater erwähnt.